# Czaadajewka (wieś)
Czaadajewka (ros. Чаадаевка) – wieś (sieło) w Rosji, w obwodzie penzeńskim, w rejonie gorodiszczeńskim. W 2010 liczyła 3818 mieszkańców.